# Маккоу, Ричи
Ричард Хью «Ричи» Маккоу O.N.Z. (англ. Richard Hugh "Richie" McCaw; род. 31 декабря 1980 года в Оамару, Северный Отаго, Новая Зеландия) — новозеландский регбист, экс-капитан национальной сборной и клуба «Крусейдерс». Маккоу, также представлявший сборную региона Кентербери, играл на позиции правого фланкера (оупенсайд-фланкера, № 7). Спортсмен превосходил соперников в способности к прогнозированию игры и адаптируемости к действиям арбитра, что отмечалось как самим игроком, так и другими регбистами. Двукратный обладатель кубка мира в составе сборной.
В 1999 году Маккоу получил приглашение в сборную для игроков не старше 19 лет. На следующий год он уже играл в составе молодёжной сборной страны (до 21 года) и сборной региона Кентербери. Наконец, в 2001 году Маккоу дебютировал в составе «Крусейдерс». Позже регбист попал в состав главной команды страны для участия в предновогоднем туре «Олл Блэкс». В первом для спортсмена матче за «чёрных» соперником выступила ирландская команда. Тогда Маккоу сыграл настолько хорошо, что на ЧМ-2003 поехал в ранге ведущего оупенсайд-фланкера. С тех пор Ричи регулярно вызывался в сборную, пропустив лишь несколько матчей по состоянию здоровья — Маккоу получил несколько сотрясений мозга. В 2006 году Ричи стал капитаном «Олл Блэкс» и в этом качестве представлял команду на чемпионате мира во Франции. На следующем мировом форуме Маккоу также выполнял функции капитана.
Маккоу пять раз выигрывал кубок ITM в составе сборной Кентербери. Вместе с «Крусейдерс» он девять раз выходил в полуфинал Супер Регби, четырежды играл в финале и трижды становился чемпионом. С момента дебюта Ричи в составе национальной команды «Олл Блэкс» одержали победу в семи розыгрышах Кубка трёх наций, три раза завоёвывали Большой шлем и пополнили коллекцию восемью призами Кубка Бледислоу. В 2010 году Маккоу провёл сотую игру в Супер Регби; появился в составе сборной в девяносто третьем тестовом матче и пятьдесят второй раз в качестве капитана, превзойдя рекорд Шона Фицпатрика по обоим показателям. Сейчас на счету Маккоу 142 матча в составе «Олл Блэкс», что делает его рекордсменом в истории регби по количеству проведённых тестовых матчей за сборную (Маккоу обошёл Брайана О’Дрисколла). Международный совет регби трижды признавал Маккоу лучшим игроком года (2006, 2009, 2010) — больше, чем какого-либо другого регбиста. В 2010 году спортсмен заработал 750 тысяч новозеландских долларов, став одним из двух наиболее состоятельных профессиональных регбистов страны. Матчем ЧМ-2011 против Франции Маккоу открыл вторую сотню игр за главную команду. 23 октября он вместе со сборной стал чемпионом мира.

## Детство и юность
Прапрадед Маккоу иммигрировал в Новую Зеландию в 1893 году, покинув регион Скоттиш-Бордерс. Предок регбиста поселился в долине Хакатарамеа, находящейся в Северном Отаго. Отец Ричи в настоящий момент продолжает трудиться на семейной ферме, в то время как мать преподаёт. Маккоу-младший родился в городе Оамару в последний день 1980 года. Первые годы будущий спортсмен провёл на ферме родителей вместе с сестрой Джоанной. Ричи увлекся планеризмом в 9 лет, летая вместе с дедом, участником Второй мировой войны, который на истребителе Hawker Tempest сумел сбить двадцать снарядов класса «Фау-1». Ричи начал играть в регби в команде небольшого городка Кароу, однако только в 1994 году Маккоу был зачислен в школу-интернат Отаго (Otago Boys' High School). Именно тогда Маккоу начал воспринимать игру всерьёз.
В последний год учёбы в школе Маккоу получил престижный статус старшего мальчика (англ. head boy) и занял второе место при выборе школьного лидера. К тому времени Ричи играл в главной команде школы. Регбист впервые обратил на себя внимание скаутов в 1998 году, во время финального матча турнира среди новозеландских старших школ. Тогда соперником представителей Отаго стали молодые регбисты из школы города Роторуа, при этом матч проходил в Крайстчерче. Тем не менее, Маккоу не удалось пройти отбор в сборную учащихся старших школ, в которую в итоге попали ныне известные спортсмены Сэм Хардинг, Ангус Макдоналд и Хэйл Ти-Поул. Когда Хардинг поступил в Университет Отаго, Маккоу отправился в Университет Линкольна в Крайстчерче, где намеревался изучать сельскохозяйственные науки и развивать регбийную карьеру. Ему удалось выполнить большую часть требований (недоставало двух статей) для получения степени бакалавра, а затем Маккоу решил связать жизнь с регби. В апреле 2012 года уроженец Оамару был признан почётным доктором университета за спортивные заслуги.
В 1999 году Маккоу стал частью национальной сборной для игроков не старше 19 лет. Под руководством Марка Шоу молодые регбисты стали победителями мирового первенства в Уэльсе. Во время проведения чемпионата Маккоу укрепился во мнении, что попадание в состав основной команды возможно. Спустя год Ричи уже представлял сборную для игроков не старше 21 года. Тогда же он дебютировал за «Кентербери» в матчах Национального провинциального чемпионата. Первым соперником регбиста на столь высоком уровне стала команда «Норт-Харбор». 31 марта 2001 года игрок провёл свой первый матч в клубном чемпионате Южного полушария. В результате «крестоносцы» Маккоу, сыгравшего несколько минут, уступили «Харрикейнз». В указанном сезоне Маккоу сыграл за «Крусейдерс» всего в двух встречах, оба раза выйдя на замену. Общее игровое время новичка составило восемь минут. С другой стороны, в составе команды «Кентербери» Маккоу провёл полный сезон, и, кроме того, был избран капитаном молодёжной сборной.

## Карьера

### Международный дебют
Двадцатилетний Маккоу впервые был вызван в состав первой сборной в 2001 году, хотя спортсмен провёл всего семнадцать матчей за сборную региона. Игрок потребовался тренеру «Олл Блэкс» Джону Митчеллу для участия в предновогодних матчах с Ирландией, Шотландией и Аргентиной. Бывший фланкер новозеландцев Джош Кронфелд раскритиковал вызов неопытного игрока в лучшую команду мира: «Вы можете раздавать регбийки „Олл Блэкс“ и любому другому. То, что они вызвали [в команду] парней, отыгравших один сезон в НПЧ, совершенно невероятно».
Маккоу дебютировал на международном уровне 17 ноября 2001 года, в матче с Ирландией на «Лэнсдаун Роуд». Первое касание мяча завершилось пробросом снаряда вперёд, и сразу после этого на Маккоу был произведён захват. К перерыву новозеландцы уступали со счётом 7:16. Во второй половине команде удалось выйти вперёд и выиграть (40:29). Дебютант был признан лучшим игроком матча, и после матча трибуны приветствовали его стоя. Причиной этой высокой оценки стал эпизод во втором тайме, когда Маккоу перехватил мяч у ирландцев, после чего знаменитый крыльевой «Олл Блэкс» Джона Лому занёс попытку. После игры Маккоу сказал: «стадион был адским, настоящий регбийный стадион, большое скопление людей — это то, что я буду помнить всегда, необыкновенно».
Игрок провёл все три матча в рамках турне, а его команда обыграла как шотландцев (37:6), так и представителей Южной Америки (24:20). В конце сезона Маккоу был признан лучшим регбистом Новой Зеландии не старше 21 года и лучшим игроком Национального провинциального чемпионата.

### 2002—2003
В преддверии чемпионата мира в 2003 году Маккоу был игроком основного состава кентерберийцев, «Крусейдерс» и «Олл Блэкс». В 2002 и 2003 годах «крестоносцы» играли в финале чемпионата, завоевав победу в 2002-м и уступив через год. Команда Кентербери проиграла в полуфинале своего турнира будущим победителям сезона—2002 из Окленда. Следующий соревновательный год в НПЧ Маккоу пропустил, так как ожидалось его выступление на чемпионате мира.
В 2002 году игрок провёл за сборную шесть матчей. Маккоу участвовал в победных матчах против Ирландии (15:6 и 40:8), а также в играх Кубка трёх наций против Австралии и ЮАР. «Олл Блэкс» потерпели всего одно поражение в турнире — обидчиком «чёрных» стали австралийцы (14:16). Упустив кубок Бледислоу, разыгрываемый между этими сборными, Маккоу тем не менее стал обладателем главного приза чемпионата. Интересно, что в матче с южноафриканцами в Дурбане на поле выбежал нетрезвый южноафриканский болельщик Питер ван Зюль, напавший на ирландского рефери Дэвида Макхью и вывихнувший ему плечо. Маккоу и игрок сборной ЮАР Эй-Джей Вентер оттащили нарушителя от арбитра, и, по словам последнего, это спасло его от более серьёзной травмы. Маккоу и другие двадцать участников Кубка трёх наций были освобождены от участия в предновогоднем турне по странам Европы.
В сезоне 2003 года «Крусейдерс» вышли в финал лиги, а Маккоу снова стал основным оупенсайд-фланкером национальной команды. В июне киви проиграли англичанам в домашнем матче (13:15), разгромили Уэльс (55:3, Ричи провёл игру в запасе) и взяли верх над французами (31:23). Сборная подтвердила свой статус сильнейшей команды в Южном полушарии, защитив титул победителя Кубка трёх наций, а также вернула себе кубок Бледислоу впервые с 1997 года. Перед чемпионатом мира новозеландцы занимали второе место в мировом рейтинге сборных, уступая лишь Англии.
Маккоу представлял сборную на чемпионате мира и провёл вместе с командой все матчи. В 1/4 финала команда выбила из дальнейшей борьбы одного из сильнейших конкурентов — ЮАР. Однако в полуфинале регбисты уступили Австралии, что стало разочарованием для всех новозеландских любителей игры. По итогам сезона Маккоу стал обладателем приза Келвина Тремейна как лучший новозеландский регбист года.

### 2004—2005
В 2004 году «крестоносцам» Маккоу досталось серебро чемпионата, а победителями стали австралийские «Брамбиз».. В сборной происходили существенные изменения: после относительно неудачного мирового первенства Джон Митчелл был освобождён от тренерской должности, его преемником стал Грэм Генри. Под руководством нового специалиста Ричи не только сохранил место в основном составе, но и был назначен вице-капитаном. Однако в первом же матче против Англии он столкнулся головами с товарищем по команде Ксавьером Рашем, получив сотрясение мозга. Спустя некоторое время фланкер провёл 70 минут в матче с Аргентиной, покинув поле из-за головокружения. Серьёзная травма и опасность её усугубления вынудили тренерский штаб освободить игрока ото всех оставшихся домашних матчей и сезона Кубка трёх наций. Маккоу вернулся на поле перед окончанием сезона в НПЧ, где его команда претендовала на победу. В ноябре он снова присоединился к сборной, которая должна была провести матчи в Италии, Уэльсе и Франции. В игре с Уэльсом двадцатитрёхлетний регбист впервые примерил капитанскую повязку. Основной капитан сборной Тана Умага пропустил этот матч.
В апреле 2005 года, уже будучи капитаном «Крусейдерс», Маккоу снова перенёс сотрясение мозга. Причиной травмы стала неудачная попытка захвата на игроке «Буллз» Ричарде Бэндсе. После восстановления игрок посетил юношу, находившегося в больнице из-за перелома шеи, также произошедшего во время регбийного матча. Маккоу всерьёз рассматривал возможность завершения выступлений, но ещё один больной, страдавший параличом нижних конечностей, вдохновил спортсмена на продолжение карьеры. Проводя отпуск на Фиджи, больной сломал шею в бассейне — ему удалось убедить Маккоу в том, что травма может настичь его и вне поля. Месяц спустя Ричи вернулся к тренировкам с «Крусейдерс», вместе с которыми выиграл сначала полуфинал, а затем и финал Супер 12.
Вернувшись на международную арену, Маккоу принял участие в разгроме фиджийцев (91:0), а затем новозеландцы принимали объединённую британскую команду. Игрок провёл в составе первые две встречи, одна из которых — победа 48:18 — стала рекордной, «Олл Блэкс» же вышли победителями во всех трёх играх серии. Позже Маккоу завоевал очередной Кубок трёх наций, в котором сборная уступила лишь однажды, и Большой шлем, присуждённый команде за победу над всеми четырьмя британскими сборными. Матч с Англией спортсмен пропустил, поскольку в предшествующей игре в третий раз получил повреждение головы. Ричи мог выбыть из строя на некоторое время, но несмотря на это экспертный совет Международного совета регби включил его в список претендентов на звание лучшего игрока года в мире. В итоге лауреатом премии стал напарник Маккоу Дэн Картер.

### 2006—2007
Сезон 2006 года принёс «Крусейдерс» ещё одну победу в чемпионате, расширенном до 14 участников. В мае 2006 года Ричи был назван капитаном сборной. На тот момент игроку было 25 лет и он успел провести в чёрной регбийке 36 тестовых матчей. Дебют уроженца Оамару в роли лидера пришёлся на домашние матчи с Ирландией. Параллельно ещё один состав «Олл Блэкс» отправился на выездной матч в Аргентину — капитаном той команды выступил Джерри Коллинз. Выступление в новом качестве сразу же принесло Маккоу победу, новый капитан смог даже дать несколько советов своему коллеге, находившемся в Южной Америке. Новая Зеландия выиграла Кубок трёх наций, снова позволив соперникам выиграть только один раз. Кубок Бледислоу, столь важный в рамках противостояния с принципиальными соперниками австралийцами, снова остался в Новой Зеландии. Команда по-прежнему проводила заключительную часть сезона в Европе, и в этом году сборной удалось выиграть у чемпионов мира, у валлийцев и дважды у французов. Маккоу принял участие во всех матчах и в каждом из них выводил команду на поле в роли капитана. После трёх безуспешных номинаций в 2002, 2003 и 2005 годах Ричи всё же был признан сильнейшим регбистом мира в сезоне 2006 года.
2007 год должен был определить нового чемпиона мира, поэтому руководство сборной выделило 22 игроков, которые должны были пропустить первые семь туров Супер 14. Пройдя курс подготовки вместе с другими игроками сборной, Маккоу вернулся в состав «крестоносцев» и поспособствовал выходу команды в полуфинал. Новозеландцы тем временем два раза обыграли Францию, демонстрировавшую на тот период не слишком качественную игру, затем последовала встреча с Канадой. Начало матча с североамериканцами Ричи провёл на скамейке запасных, а капитанскую повязку получил Рубен Торн. Формат проведения Кубка трёх наций был сокращён ввиду приближавшегося кубка мира. В рамках турнира команды должны были провести всего четыре тура, и новозеландцы трижды праздновали успех. Несмотря на мельбурнское поражение от австралийцев с разницей в пять очков, «Олл Блэкс» сохранили как Кубок трёх наций, так и кубок Бледислоу.

### Чемпионат мира 2007
Чемпионат мира 2007 года формально проходил во Франции, некоторые матчи приняли Уэльс и Шотландия. Соперниками новозеландцев по группе стали Италия, Португалия, Румыния и Шотландия. «Полностью чёрные» без труда преодолели барьер группового этапа, одолев соперников со счётом 76:14, 108:13, 85:8 и 40:0 соответственно. В соответствии с планами главного тренера по ротации игроков Маккоу выходил на поле только три раза, причём однажды он начал встречу в запасе. К удивлению всех любителей регби, новозеландцы покинули число участников чемпионате уже после матча 1/4 финала, где «Олл Блэкс» оказались слабее хозяев (18:20). Данное поражение ознаменовало самый ранний вылет сборной в истории чемпионатов мира. Полуфинальные поражения 1991, 1999 и 2003 годов, дополненные неудачей на полях Франции, позволили прессе объявить, что команда вновь «задохнулась на крупнейшей в мире сцене».
Игрок не мог сдерживать эмоции на пресс-конференции после матча. Говоря о причинах поражения, он сказал: «Если бы я знал ответы, мы бы смогли разобраться. Мы будем думать об этом очень долго.» Спортсмен не согласился с тем, что поражение могло быть обусловлено слишком слабыми соперниками по группе: «Многие ребята уже проходили через это, они играли в больших тестовых матчах.» В итоге политика Генри в отношении постоянного изменения состава была раскритикована. Объектом критики стал и сам Маккоу, его обвиняли в недостаточной мотивации своих товарищей, неярко выраженном лидерстве на поле и неумении изменять стратегию игры при невозможности осуществления исходной.

### 2008
2008 год мог стать последним для Генри в роли наставника сборной — основным претендентом на позицию многие называли Робби Динса. Впрочем, Генри продолжил работу с командой и продлил контракт с федерацией на два года. Позже срок действия договора был продлён снова, и в компетенцию Генри вошла уже подготовка команды к домашнему кубку мира. Сразу же после заключения контракта Генри заявил, что Маккоу продолжит быть капитаном сборной. Динс же возглавил конкурирующую с новозеландцами сборную Австралии, но ещё до перехода на должность в Австралии специалист успел выиграть с «Крусейдерс» ещё один титул. По итогам сезона—2008 команда стала семикратным победителем чемпионата. В июне 2008 года страну посетили Ирландия и Англия, и если в матче со «львами» «Олл Блэкс» одержали две несложные победы, то противостояние с ирландцами стало невероятно напряжённым, но всё же принесло новозеландцам ожидаемый результат. В игре с Англией Ричи разорвал локтевые связки, из-за чего пропустил начальный этап Кубка трёх наций.
Временно позицию капитана занял Родни Со’оиало, а сборная начала кубок с победы и двух поражений. К четвёртому туру Маккоу завершил восстановление, и результаты выступлений команды незамедлительно улучшились. Выиграв оставшиеся три встречи, новозеландцы пополнили национальную коллекцию трофеев Кубком трёх наций и кубком Бледислоу. Если на прошлом чемпионате мира лидерские качества Маккоу ставились под сомнение, то теперь именно его считали главным источником вдохновения команды. После гостевой победы над ЮАР (19:0), в которой «Спрингбокс» впервые за 105 лет не заработали очков дома, Генри сказал, что этот матч стал лучшим для Ричи в составе сборной.
В 2008 году четвёртый матч между Австралией и Новой Зеландией прошёл в Гонконге. В тяжёлой победной игре (19:14) Ричи стал автором победной попытки. По итогам поездки в Великобританию «Олл Блэкс» завоевали Большой шлем, преодолев сопротивление шотландцев (32:6), ирландцев (22:3), валлийцев (29:9) и англичан (32:6). В этом сезоне Маккоу стал победителем всех тестовых матчей, в которых принимал участие в роли капитана. На всех уровнях регбист провёл 28 встреч, став победителем в 26. «Олл Блэкс» выиграли 13 из 15 тестовых матчей. По итогам года сборная вернула себе первое место в рейтинге сборных, а южноафриканцы опустились на второе место.

### 2009—2010
С 2009 года с «крестоносцами» работал Тодд Блэкэддер. Старт сезона оказался близким к провальному, команда потерпела четыре поражения в первых пяти турах. В дальнейшем регбистам удалось переломить ситуацию, выйти на четвёртое место и продолжить выступления на стадии плей-офф. В игре 1/2 финала на стадионе «Лофтус Версфельд» новозеландцы проиграли «Буллз». Повредив колено, Ричи пропустил первые матчи сборной и возобновил игры на международном уровне только к началу Кубка трёх наций. «Олл Блэкс» проиграли все матчи чемпионам мира из ЮАР, но трижды превзошли австралийцев. В итоге трофей вместе с первым номером мирового рейтинга достался «Спрингбокс», а новозеландцы уступили кубок после четырёх лет безраздельного владения им. Четвёртый матч кубка Бледислоу на этот раз был проведён в Японии, затем сборная выехала в Европу. Европейцы не смогли составить конкуренцию гостям из Южного полушария, однако за некоторое время до этого киви уступили французам. Это поражение в совокупности с неудачей в Кубке трёх наций сделало этот сезон худшим для сборной почти за десять лет. С другой стороны, в 2009 году Маккоу стал двукратным обладателем приза лучшему игроку мира.
2010 год сложился для «крестоносцев» так же, как и предыдущий: коллектив занял четвёртое место в регулярном чемпионате и проиграл в полуфинале «Буллз». Одна из игр сезона стала для Маккоу сотой в чемпионате — юбилей омрачило гостевое поражение от «Стормерз». Сборная выиграла в домашних матчах против Ирландии и Уэльса, поражение ирландцев (28:66) стало для них рекордно крупным. В ходе матча игрок «зелёных» Джейми Хислип нанёс удар коленом в лицо Маккоу, за что был удалён с поля. Новозеландцы вернули себе титул сильнейших к югу от экватора, пройдя розыгрыш Кубка трёх наций без поражений. Игра последнего тура с Австралией оказалась для Ричи уже 52 в роли капитана. Таким образом, он смог обойти Шона Фицпатрика в списке капитанов сборной, которые провели в этом качестве наибольшее число тестовых игр.
Заключительный тур кубка Бледислоу снова прошёл в Гонконге, по итогам которого австралийцы прервали десятиматчевую серию поражений от «Олл Блэкс», эта неудача стала для «чёрных» единственной в сезоне. В борьбе за европейский Большой шлем новозеландцы вновь обыграли все четыре британские команды. Матч против ирландцев принёс Ричи ещё один рекорд: Маккоу и его товарищ по команде Милс Мулиаина провели 93 тестовых встречи, обогнав тем самым того же Фицпатрика. В конце года Маккоу был признан лучшим в мире в третий раз, кроме того, он получил награду Halberg awards как лучший новозеландский спортсмен 2010 года.

### 2011—2013
В начале нового сезона регбист травмировал ногу. Первым матчем Маккоу после перерыва стала встреча с «Чифс», которую «Крусейдерс» выиграли (34:16). Затем спортсмену снова потребовалось время для улучшения физического состояния, и его следующее появление на поле состоялось в победном матче против «Уэстерн Форс». На 47-й минуте матча Маккоу была показана жёлтая карточка, этот факт заставил спортсмена «несколько разочароваться в себе».
С 9 сентября по 23 октября в Новой Зеландии проходил чемпионат мира. На групповом этапе хозяева первенства встретились с командами Тонга (победа 41:10), Японии (83:7), Франции (37:17) и Канады (79:15). Сам Маккоу провёл в группе только две встречи, при этом противостояние с французами стало для регбиста сотым в составе национальной команды. В 1/4 финала новозеландцы обыграли Аргентину, а в полуфинале были повержены принципиальные соперники «Уоллабис». Тогда регбиста всё ещё беспокоила травмированная нога, из-за которой он пропустил две игры Кубка трёх наций, доставшегося Австралии, и два матча мирового форума. Обладатель кубка Уэбба Эллиса должен был определиться по результатам встречи новозеландцев и французов, уже состязавшихся на групповой стадии. Как и в предыдущей игре, победа досталась «Олл Блэкс» (8:7), принеся им второй титул чемпионов мира. Несмотря на трёхнедельный перерыв в тренировках, Маккоу показал качественную игру, которая была отмечена тренером Генри. Он назвал спортсмена «лучшим лидером, когда-либо представлявшим эту страну». В рамках церемонии награждения капитан сборной Маккоу поднял главный трофей чемпионата над головой. Триумфаторов домашнего кубка мира, прошедших парадом по улицам Окленда и пострадавшего от землетрясения Крайстчерча, приветствовали десятки тысяч новозеландцев. «Крусейдерс» дошли до финала чемпионата, в котором теперь участвовало 15 клубов. В финале победу одержали соперники «крестоносцев», «Квинсленд Редс» (18:13).
В следующем сезоне «Крусейдерс» проиграли уже в полуфинале. Маккоу и его товарищи оказались слабее «Чифс» (17:20), которые впоследствии стали чемпионами. С 2012 года Кубок трёх наций стал называться «Чемпионат регби», а его новым участником стала сборная Аргентины. «Олл Блэкс» стали первыми победителями обновлённого турнира — сборная выиграла во всех матчах кубка.

## Стиль игры
Основная позиция игрока — правый фланкер (оупенсайд-фланкер), хотя в ряде матчей за «Крусейдерс» Маккоу находился на позиции левого фланкера (блайндсайд-фланкера) или стягивающего («восьмёрки»). В схватке фланкеры и стягивающий располагаются на задней линии, наиболее отдалённой от зачётной зоны соперника.
Маккоу считается одним из сильнейших игроков своего амплуа за всю историю игры. После третьей победы в номинации «Игрок года» Маккоу был удостоен высокой оценки со стороны одного из членов экспертного совета, бывшего австралийского замка (лока) Джона Илса. Илс назвал Ричи «выдающимся капитаном, игроком мирового уровня и образцом поведения для нашего вида спорта». Маккоу и Дэн Картер рассматриваются как наиболее влиятельные игроки в составе новозеландской сборной. Сам регбист считает одним из своих главных достоинств способность прогнозировать развитие хода игры. Австралийский игрок Дэвид Покок, также являвшийся претендентом на получение главного индивидуального приза в мире регби, отметил степень понимания происходящего на поле и умение анализировать поведение арбитра, присущие новозеландцу.
Впрочем, не все отзывы в отношении регбиста носят положительный характер. Бывший главный тренер сборной ЮАР Питер де Вильерс назвал спортсмена «обманщиком». Ветеран южноафриканской команды Виктор Мэтфилд заявил, что арбитры позволяют Маккоу «скрыться с места преступления» в рамках брейкдауна Вскоре после чемпионата мира 2011 года опытный игрок сборной Франции Иманоль Аринордоки сказал о новозеландце следующее: «Он провёл всю игру в нашем лагере. Он совершал разные поступки, и никто (особенно главный арбитр Крейг Жубер) не сказал ему ни слова. За три минуты до конца игры я видел его ныряющим в схватку сбоку, и он так и остался там.» По итогам игры с Австралией в 2009 году в СМИ вышел материал, освещающий незамеченные судьёй нарушения Маккоу. Бывший тренер австралийцев Эдди Джонс и фланкер сборной Фил Воу утверждают, что спортсмен выступает ничуть не лучше любого другого, но прогнозирование реакции арбитра на то или иное нарушение позволяет ему добиваться успеха. Сам игрок признаётся в том, что он с самого начала следит за рефери, чтобы «выяснить, с чем можно ускользнуть». По его мнению, лишь «идиот» не адаптируется к поведению арбитра. Напарник Маккоу Аарон Мейджор и ряд болельщиков сборной выступили с предположением, что авторитет и мастерство Маккоу делают его жертвой нечестной игры. Выступавшие на международном уровне игроки Фил Воу, Джейми Хислип, Маркус Хоран, Энди Пауэлл, Дилан Хартли и Куэйд Купер обвинялись в грубом отношении к Маккоу. Коллеги спортсмена — Неемиа Тиалата, Джерри Коллинз и Али Уильямс — говорили о том, что разочарованы в его манере игры. По мнению самого Маккоу, то, что «происходит на поле, остаётся на поле», а повышенное внимание к себе объясняет тем, что «вероятно, что-то делает правильно».
В сентябре 2012 года после матча «Олл Блэкс» и «Спрингбокс» в Данидине наставник гостей Хейнеке Мейер заявил, что Маккоу является лучшим из когда-либо игравших регбистов.

## Личная жизнь
В 2009 году Маккоу встречался с профессиональной танцовщицей Хейли Холт, которая выступила партнёршей пловца Марка Фостера на танцевальном реалити-шоу Strictly Come Dancing. Пара пробыла вместе менее года. В июне 2011 года появились сообщения о том, что новой спутницей жизни игрока стала новозеландская журналистка Никола Григг. В 2012 году был проведён опрос Mega Kiwi Sex Survey, по итогам которого регбист был признан самым желанным мужчиной среди женской аудитории. В этом рейтинге Маккоу обошёл других игроков сборной, Сонни Билла Уильямса и Дэна Картера. Маккоу является поклонником творчества Джона Бон Джови.
C 2012 года состоит в отношениях с новозеландской хоккеисткой на траве Джеммой Флинн. В январе 2016 года пара объявила о помолвке. 14 января 2017 года Маккоу и Флинн поженились. У супругов две дочери — Шарлотт Роуз МакКоу (род. 12 декабря 2018) и Грейс Изабелль МакКоу (род. 30 мая 2021).
Спортивные интересы Маккоу не ограничиваются регби. Ричи является поклонником спортивной авиации, и его жизненные заслуги были отмечены Королевскими военно-воздушными силами Новой Зеландии: спортсмен получил звание почётного командира эскадрильи. Основам планеризма Маккоу научился у дедушки, который совершил более 300 полётов во время Второй мировой войны. В 2009 году Ричи убедил главу австралийского и новозеландского отдела Discovery снять шоу о планеризме. Съёмочная группа запечатлела полёт Маккоу близ городка Омарама — сюжет вышел в передаче на спортивной модели Sportstar Insider, посвящённой экстремальному спорту. После кентерберийского землетрясения 2010 года спортсмен выставил на продажу весьма необычный лот. Маккоу предлагал участникам новозеландского интернет-аукциона TradeMe побороться за личный урок вождения летательного аппарата — вырученные средства пошли на восстановление церкви Сент-Джонс в поселении Хорората. Спортсмен также участвовал в кампании по сбору средств для самоанского мальчика, сломавшего шею в регбийном матче и потерявшего дом из-за цунами в 2009 году.
В 2010 году доход Маккоу и Дэна Картера по контракту составлял 750 тысяч новозеландских долларов. Благодаря этому спортсмены возглавили список самых высокооплачиваемых регбистов Новой Зеландии. В конце 2011 года премьер-министр Новой Зеландии Джон Ки обсуждал с Маккоу возможность посвящения того в рыцари, но спортсмен отклонил предложение. Разговор не носил формального характера, и впоследствии Ки сообщил журналистам о причине отказа. Согласно заявлению премьер-министру, Маккоу не счёл возможным принять титул до окончания спортивной карьеры.

## Достижения
| Год  | «Кентербери» (ITM) | «Крусейдерс» (СР)           | Новая Зеландия (ЧР)        | Награды                                                                | Примечания |
| ---- | ------------------ | --------------------------- | -------------------------- | ---------------------------------------------------------------------- | --- |
| 2001 | Чемпион            | 10-е место (сыграл 8 минут) | Не попал в состав          | Лучший игрок Новой Зеландии до 21 г. Игрок года в первом дивизионе НПЧ | Дебют в составе «Олл Блэкс» |
| 2002 | Полуфиналист       | Чемпион                     | Чемпион                    |                                                                        | |
| 2003 | Не участвовал      | Финалист                    | Чемпион                    | Игрок года в Новой Зеландии                                            | ЧМ-2003, полуфиналист |
| 2004 | Чемпион            | Финалист                    | Не участвовал из-за травмы | Игрок года в первом дивизионе НПЧ                                      | |
| 2005 | Полуфиналист       | Чемпион                     | Чемпион                    |                                                                        | Большой шлем |
| 2006 | Четвертьфиналист   | Чемпион                     | Чемпион                    | Игрок года в Новой Зеландии Игрок года по версии IRB                   | Избран капитаном «Олл Блэкс» |
| 2007 | Полуфиналист       | Полуфиналист                | Чемпион                    |                                                                        | ЧМ-2007, четвертьфиналист |
| 2008 | Чемпион            | Чемпион                     | Чемпион                    |                                                                        | Большой шлем |
| 2009 | Чемпион            | Полуфиналист                | 2-е место                  | Игрок года в Новой Зеландии Игрок года по версии IRB                   | |
| 2010 | Чемпион            | Полуфиналист                | Чемпион                    | Спортсмен года в Новой Зеландии Игрок года по версии IRB               | Провёл сотый матч в Супер Регби Большой шлем Провёл наибольшее число матчей в ранге капитана сборной Повторил рекорд по числу матчей за сборную |
| 2011 | Чемпион            | Финалист                    | 2-е место                  |                                                                        | Провёл сотый официальный матч за сборную Чемпион мира                                                                                           |
| 2012 | Чемпион            | Полуфиналист                | Чемпион                    |                                                                        | |

## Награды
- Кавалер Ордена Новой Зеландии (14 апреля 2016 года)

## Комментарии
1. ↑  Точнее, сборную некоторой части региона: в регионе Кентербери действуют сразу три регбийных союза. При этом команда Маккоу представляет территорию значительно большую, чем два других союза.
2. 1 2  Национальный провинциальный чемпионат, соревнование среди сборных команд регионов Новой Зеландии.
3. ↑  англ. "You might as well just give All Black jerseys to everybody. The fact they picked guys off one NPC season is bloody incredible"
4. ↑  англ. "it was a hell of a stadium to play at, a real rugby stadium, a big crowd – something I'll always remember, very special."
5. ↑  англ. "choking on the world's biggest stage"
6. ↑  англ. "If I knew the answers we would have sorted it out. We will be thinking about it for a long time"
7. ↑  англ. "A lot of the guys have been through this before, they've played big test matches."
8. ↑  англ. "I was a bit disappointed with myself to be honest…"
9. ↑  англ. He is the best leader this country has ever had.
10. ↑  англ. "an outstanding captain, a world class player and a role model for our sport"
11. ↑  Разговорный термин «брейкдаун» обозначает отрезок времени между захватом игрока и окончанием последующего рака.
12. ↑  англ. "He played the whole match in our camp. He did a lot of things and nobody [specifically match referee Craig Joubert] told him anything. Three minutes from the end of the game, I saw him dive on the side of a ruck and he stayed there for ages."
13. ↑  англ. "to know what you can get away with"
14. ↑  англ. "what happens on the field stays on the field"
15. ↑  англ. "must be doing something right"
16. ↑  Турнир до 2006 г. носил название «Национальный провинциальный чемпионат». Затем он был разделён на два соревнования: кубок Air New Zealand и чемпионат Хартленда. Сборная Кентербери играла в кубке Air New Zealand, который в 2010 г. был переименован в кубок ITM.
17. ↑  На его позицию были вызваны Тэйн Рэнделл и Марти Оула. Маккоу дебютировал в составе сборной в конце года, когда розыгрыш Кубка трёх наций уже завершился.